# Деалу Бабиј (Хунедоара)
Деалу Бабиј (рум. Dealu Babii) насеље је у Румунији у округу Хунедоара у општини Вулкан. Oпштина се налази на надморској висини од 701 m.

## Становништво
Према подацима из 2002. године у насељу је живело 216 становника, од којих су сви румунске националности.